# Det Kongelige Danske Kunstakademi
Det Kongelige Danske Kunstakademi blev grundlagt i 1754 under navnet Det Kongelige Danske Skildre-, Billedhugger- og Bygnings-Academie i Kiøbenhavn som en gave til Kong Frederik 5. på hans 31 års fødselsdag. Det havde oprindeligt til huse i en del af Charlottenborg.
I 1771 ændredes navnet til Maler-, Billedhugger- og Bygnings-Academiet og i 1814 igen til Det Kongelige Academie for de skjønne Kunster. Det nuværende navn stammer fra 1968, hvor akademiets skoler blev selvstændige statsinstitutioner, mens navnet Akademiet for de skønne Kunster fremover kun dækkede det nuværende Kongelige Akademi for de Skønne Kunster.
Kunstakademiet udgøres af følgende institutioner:
- Det Kongelige Danske Kunstakademis Billedkunstskoler
- Det Kongelige Danske Kunstakademis Skoler for Arkitektur, Design og Konservering
- Det Kongelige Akademi for de Skønne Kunster

I lighed med skuespillerskolerne, Det Kongelige Teaters balletskole, Akademiet For Utæmmet Kreativitet, Den Danske Filmskole og Forfatterskolen hører billedkunstskolen under Kunstakademiet ikke under Undervisningsministeriet eller Videnskabsministeriet, men under Kulturministeriet. Derimod blev arkitekt-, design- og konservatorskolen, der var opstået som fusion sommeren 2011, efter regeringsskiftet i efteråret 2011 flyttet til Ministeriet for Forskning, Innovation og Videregående Uddannelser.

## Galleri
| - C.A. Lorentzen : Modelklasse på Akademiet, ca. 1824 - Wilhelm Bendz : Tegning efter model på Det Kongelige Danske Kunstakademi, 1826 - Julius Exner : Parti af Kunstakademiets Figursal. Afstøbingssamlingen, 1843 |

## Direktører/rektorer for det samlede Kunstakademi (indtil 1974)
(listen er ikke komplet)
- (1754) Nicolai Eigtved – arkitekt
- (1754-1771) Jacques-François-Joseph Saly – billedhugger
- (1771-1772) Carl Gustaf Pilo – maler
- (1772-1777) Johannes Wiedewelt – billedhugger
- (1777-1779) C.F. Harsdorff – arkitekt
- (1780-1789) Johannes Wiedewelt - billedhugger
- (1789-1791) Nicolai Abildgaard – maler
- (1791-1792) Andreas Weidenhaupt, billedhugger
- (1793-1795) Johannes Wiedewelt - billedhugger
- (1796-1797) Jens Juel - maler
- (1797-1799) Peter Meyn - arkitekt
- (1799-1801) Jens Juel - maler
- (1801-1809) Nicolai Abildgaard
- (1809-1810) Christian August Lorentzen, maler
- (1811-1818) C.F. Hansen – arkitekt
- (1818-1821) Nicolai Dajon - billedhugger
- (1821-1827) C.F. Hansen - arkitekt
- (1827-1829) Christoffer Wilhelm Eckersberg – maler
- (1830-1833) C.F. Hansen - arkitekt
- (1833-1844) Bertel Thorvaldsen – billedhugger
- (1844-1849) Jørgen Hansen Koch, arkitekt
- (1850-1853) Herman Wilhelm Bissen - billedhugger
- (1853-1857) Wilhelm Marstrand – maler
- (1857-1863) Jens Adolf Jerichau, billedhugger, professor fra 1849
- (1863-1873) Wilhelm Marstrand - maler
- (1873-1890) Ferdinand Meldahl – arkitekt
- (1890-1893) Otto Bache – maler
- (1893-1896) Th. Stein - billedhugger
- (1896-1899) Otto Bache - maler
- (1899-1902) Ferdinand Meldahl - arkitekt
- (1902-1905) Vilhelm Bissen – billedhugger
- (1905-1906) Otto Bache - maler
- (1906-1908) Vilhelm Bissen - billedhugger
- (1908-1911) Martin Nyrop – arkitekt
- (1911-1914) Viggo Johansen, maler
- (1914-1917) Carl Aarsleff - billedhugger
- (1917-1920) H.B. Storck – arkitekt
- (1920-1923) Joakim Skovgaard – maler
- (1923-1925) Anton Rosen – arkitekt
- (1925-1928) Einar Utzon-Frank, billedhugger
- (1928-1931) Poul Holsøe - arkitekt
- (1931-1934) Aksel Jørgensen, maler
- (1934-1937) Einar Utzon-Frank - billedhugger
- (1937-1940) Poul Holsøe - arkitekt
- (1940-1943) Sigurd Wandel - maler
- (1943-1946) Johannes Bjerg – billedhugger
- (1946-1949) Edvard Thomsen - maler, arkitekt
- (1949-1952) Kræsten Iversen - maler
- (1952-1956) Johannes Bjerg - billedhugger
- (1956-1965) Palle Suenson - arkitekt
- (1965-1974) Tobias Faber – arkitekt

Herefter fik skolerne separate rektorater